# Đường cao tốc Quảng Ngãi – Hoài Nhơn
Đường cao tốc Quảng Ngãi – Hoài Nhơn (ký hiệu toàn tuyến là CT.01) là một đoạn đường cao tốc thuộc hệ thống đường cao tốc Bắc – Nam phía Đông qua địa phận hai tỉnh Quảng Ngãi và Gia Lai hiện đang được xây dựng.

## Thiết kế
Tuyến đường dài 88 km, trong đó đoạn đi qua Quảng Ngãi dài 60,3 km và đoạn đi qua Gia Lai dài 27,7 km, điểm đầu kết nối đường cao tốc Đà Nẵng – Quảng Ngãi (Km 127 + 720) thuộc xã Nghĩa Giang, tỉnh Quảng Ngãi và điểm cuối giao với đường tỉnh 639 thuộc phường Bồng Sơn, tỉnh Gia Lai, kết nối với đường cao tốc Hoài Nhơn – Quy Nhơn. Trong giai đoạn đầu, cao tốc được đầu tư 4 làn xe không có làn dừng khẩn cấp, bố trí một số điểm dừng khẩn cấp cách quãng 4 – 5 km/1 điểm, nền đường rộng 17m, vận tốc thiết kế 80 – 90 km/h; giai đoạn hoàn thiện đạt tiêu chuẩn đường cao tốc 6 làn xe, nền đường rộng 32,25m, vận tốc thiết kế 120 km/h. Trên tuyến có 3 hầm xuyên núi với chiều dài mỗi hầm lần lượt là 610 m, 698 m và 3.200 m; trong giai đoạn đầu cả 3 hầm dự kiến sẽ khai thác phân kỳ với 1 ống hầm được thiết kế 2 làn xe, hầm còn lại được sử dụng làm hầm cứu nạn. Sau khi hoàn thành, hầm số 3 sẽ trở thành hầm có chiều dài lớn thứ 3 cả nước, sau hầm Hải Vân và hầm Đèo Cả, đồng thời cao tốc Quảng Ngãi – Hoài Nhơn là đoạn tuyến có nhiều hầm nhất trên tuyến đường cao tốc Bắc – Nam phía Đông.

## Xây dựng
Tuyến đường có tổng mức đầu tư là 20.470 tỷ đồng, khởi công ngày 1 tháng 1 năm 2023. Tuyến đường dự kiến cơ bản hoàn thành và đưa vào khai thác vào quý IV năm 2025.

## Chi tiết tuyến đường

Bảng thông tin tốc độ cao tốc (Dự kiến khi đưa vào khai thác, trừ đoạn qua hầm trên tuyến)

### Làn xe
- 4 làn xe, có điểm dừng khẩn cấp
- Hầm số 1, hầm số 2 và hầm số 3: 2 làn xe, đường dẫn 4 làn xe

### Chiều dài
- Toàn tuyến: 88 km

### Tốc độ giới hạn
- Tối đa: 80 – 90 km/h, Tối thiểu: 60 km/h
- Hầm số 1, hầm số 2 và hầm số 3: Tối đa: 70 km/h, Tối thiểu: 50 km/h

### Đường hầm
| Tên hầm  | Vị trí                   | Chiều dài | Năm hoàn thành | Ghi chú                                                             |
| -------- | ------------------------ | --------- | -------------- | ------------------------------------------------------------------- |
| Hầm số 1 | Km 47+ 795 – Km48 + 405  | 610       | 2025 (Dự kiến) | Hoàn thiện 1 nhánh hầm ở giai đoạn 1                                |
| Hầm số 2 | Km 56 + 410 – Km57 + 108 | 698       | 2025 (Dự kiến) | Hoàn thiện 1 nhánh hầm ở giai đoạn 1                                |
| Hầm số 3 | Km 58 + 045 – Km61 + 245 | 3.200     | 2025 (Dự kiến) | Ranh giới Quảng Ngãi – Gia Lai Hoàn thiện 1 nhánh hầm ở giai đoạn 1 |

## Lộ trình chi tiết
- IC - Nút giao, JCT - Điểm lên xuống, SA - Khu vực dịch vụ (Trạm dừng nghỉ), TN - Hầm đường bộ, TG - Trạm thu phí, BR - Cầu
- Đơn vị đo khoảng cách là km.

| Ký hiệu                                                  | Tên                                                      | Khoảng cách từ đầu tuyến                                 | Kết nối                                                  | Ghi chú                                                  | Vị trí                                                   | Vị trí                                                   |
| Kết nối trực tiếp với Đường cao tốc Đà Nẵng – Quảng Ngãi | Kết nối trực tiếp với Đường cao tốc Đà Nẵng – Quảng Ngãi | Kết nối trực tiếp với Đường cao tốc Đà Nẵng – Quảng Ngãi | Kết nối trực tiếp với Đường cao tốc Đà Nẵng – Quảng Ngãi | Kết nối trực tiếp với Đường cao tốc Đà Nẵng – Quảng Ngãi | Kết nối trực tiếp với Đường cao tốc Đà Nẵng – Quảng Ngãi | Kết nối trực tiếp với Đường cao tốc Đà Nẵng – Quảng Ngãi |
| -------------------------------------------------------- | -------------------------------------------------------- | -------------------------------------------------------- | -------------------------------------------------------- | -------------------------------------------------------- | -------------------------------------------------------- | -------------------------------------------------------- |
| -                                                        | Nam Quảng Ngãi                                           | 1064.0                                                   | Đường vành đai thành phố Quảng Ngãi                      | Đầu tuyến đường cao tốc                                  | Quảng Ngãi                                               | Nghĩa Giang                                              |
| 1                                                        | IC Quốc lộ 1                                             | 1065.5                                                   | Quốc lộ 1                                                | Đang thi công                                            | Quảng Ngãi                                               | Phước Giang                                              |
| SA                                                       | Trạm dừng nghỉ                                           | 1078.6                                                   |                                                          | Chưa thi công                                            | Quảng Ngãi                                               | Đình Cương                                               |
| 2                                                        | IC Đường tỉnh 624B                                       | 1083.3                                                   | Đường tỉnh 624B                                          | Đang thi công                                            | Quảng Ngãi                                               | Đình Cương                                               |
| BR                                                       | Cầu Sông Vệ                                              | ↓                                                        |                                                          | Vượt sông Vệ Đang thi công                               | Quảng Ngãi                                               | Đình Cương                                               |
| 3                                                        | IC Quốc lộ 24                                            | 1098.3                                                   | Quốc lộ 24                                               | Đang thi công                                            | Quảng Ngãi                                               | Ranh giới Mộ Đức – Nguyễn Nghiêm                         |
| 4                                                        | IC Đức Phổ                                               | 1108.65                                                  | Đường Lê Thánh Tôn                                       | Đang thi công                                            | Quảng Ngãi                                               | Đức Phổ                                                  |
| TN                                                       | Hầm đường bộ số 1                                        | ↓                                                        |                                                          | Đang thi công Hoàn thiện 1 nhánh hầm ở giai đoạn 1       | Quảng Ngãi                                               | Đức Phổ                                                  |
| 5                                                        | IC Sa Huỳnh                                              | 1114                                                     | Quốc lộ 1                                                | Đang thi công                                            | Quảng Ngãi                                               | Khánh Cường                                              |
| TN                                                       | Hầm đường bộ số 2                                        | ↓                                                        |                                                          | Đang thi công Hoàn thiện 1 nhánh hầm ở giai đoạn 1       | Quảng Ngãi                                               | Khánh Cường                                              |
| TN                                                       | Hầm đường bộ số 3                                        | ↓                                                        |                                                          | Đang thi công Hoàn thiện 1 nhánh hầm ở giai đoạn 1       | Ranh giới Quảng Ngãi – Gia Lai                           | Ranh giới Quảng Ngãi – Gia Lai                           |
| SA                                                       | Trạm dừng nghỉ                                           | 1141.8                                                   |                                                          | Chưa thi công                                            | Gia Lai                                                  | Hoài Nhơn                                                |
| 6                                                        | IC Hoài Nhơn                                             | 1152.0                                                   | Đường tỉnh 629                                           | Cuối tuyến đường cao tốc Đang thi công                   | Gia Lai                                                  | Bồng Sơn                                                 |
| Kết nối trực tiếp với Đường cao tốc Hoài Nhơn – Quy Nhơn |                                                          |                                                          |                                                          |                                                          |                                                          |                                                          |
| 1.000 mi = 1.609 km; 1.000 km = 0.621 mi                 |                                                          |                                                          |                                                          |                                                          |                                                          |                                                          |